# Še'arim
Še'arim (hebrejsky: שערים, doslova Brány) byl hebrejský psaný deník vycházející v Izraeli od roku 1951.
Byl založen roku 1951. Za vznikem deníku stála ultraortodoxní náboženská strana Po'alej Agudat Jisra'el. Ta tehdy v souladu s dobovým trendem v Izraeli, kde každá politická formace provozovala svůj stranický list, vydávala dva deníky. V Tel Avivu Še'arim, v Jeruzalémě ha-Kol. Deník Še'arim zanikl v roce 1981.